# Malos pensamientos
Malos pensamientos es un programa radial uruguayo. Conducido por Orlando Petinatti, está en el aire desde el 15 de abril de 1991. El programa se emitió por primera vez en Emisora del Palacio, desde 1994 hasta 2003 en Océano FM (93.9), desde 2004 hasta 2009 en Radio Futura (91.1), y desde 2010 hasta la actualidad en Azul FM (101.9).
Dicho programa tuvo su apogeo en la radio Océano FM, con récords de audiencia a nivel nacional, luego de pasar por dos emisoras más, y su identificación explícita política del conductor, comenzó un declive de su audiencia e impacto. Más allá, desde su origen tiene la virtud de crear un formato innovador y cautivador para una radio que en los 90s no estaba acostumbrada.

## Secciones
El programa cuenta con varias secciones como «El homenaje», «Avisos descalificados», «Reacciones», «Grite su deseo», «Desafío Malos Pensamientos», «Adivine quién lo dijo», «Doble identidad», «La escuela del levante», «Operación retorno», «La comunicación», «A Dios le pido», «Un cacho de cultura», «Radiovoto», «Seguí la frase», entre otros.
Desde el año 2002 y en vista de la gran crisis económica por la que atravesó Uruguay, fue creada «Operación retorno», una sección donde se comunica con los oyentes que han emigrado a diferentes países. El programa procura obrar como un puente con los uruguayos en el exterior, y logra, en diferentes oportunidades concentrar a la diáspora uruguaya en sitios como la Plaza Mayor de Madrid o en la Plaza de Cataluña de Barcelona. Además, logra comunicarse con uruguayos residentes en Italia, Estados Unidos, Australia, Japón, Venezuela, etc.

## Historia
Emitido originalmente por Emisora del Palacio en 1991, desde 1992 a 1994 por CX 32 Radiomundo, luego por Radio Océano FM. Desde 2004 a 2009 por Radio Futura (según estudios del Grupo Bureau de Radios, 89.000 personas lo siguieron fielmente), medio que también dirigió y en el año 2010 empezó a ser emitido por Azul FM 101.9 y hasta la actualidad.
En el año 2003 debido al éxito del programa y su aporte a la cultura, el Correo Uruguayo emite un sello conmemorativo del mismo, con el matasellos Malos Pensamientos. El programa más escuchado en la historia de la radio uruguaya. Fue el primer programa de radio y también de comunicación que logra tal distinción.
En 2009, con motivo de los 18 años del programa, su conductor visitó la Escuela de Comunicaciones de la Universidad ORT.
El miércoles 15 de abril de 2015 el programa celebró su temporada 25 y lo festejó realizando una emisión especial, recordando los comienzos, las anécdotas, los personajes y a todos aquellos que han pasado por el programa, además de la audiencia por supuesto.
Se destacan las canciones de cortinas anuales del programa, que fueron realizadas por grandes artistas nacionales e Internacionales, entre los que se destacan: Snake, Miranda!, La Santa, Los Auténticos Decadentes, entre otros.
También se lanza el sitio web oficial del programa con contenido, archivos, información, etc.

## Retransmisoras
Estas son algunas radios del interior del Uruguay que retransmiten el programa:
- 89.1 FM Imagen Young, Young, Río Negro
- 89.3 FM Del Hum, Mercedes, Soriano
- 89.7 FM Radio Pueblo, Río Branco, Cerro Largo
- 89.7 FM Skorpio Dolores, Soriano
- 90.3 FM Emisora Color, Cardona, Soriano
- 90.7 FM Nosotros, Minas, Lavalleja
- 90.7 FM Refejos, Nueva Helvecia, Colonia
- 91.5 FM Brava, Punta del Este, Maldonado
- 91.9 FM Toros, Paso de Los Toros, Tacuarembo
- 92.3 FM Libertador, Florida, Florida
- 93.5 FM Emisora Azul en el Este, Punta del Este, Maldonado
- 95.5 FM Integración, Tacuarembo, Tacuarembo
- 97.3 FM Conquistador, Treinta y Tres, Treinta y Tres
- 97.7 FM Máxima, Paysandú, Paysandú
- 99.1 FM Ciudad de Melo, Melo, Cerro Largo
- 101.5 FM Siglo 21, Salto, Salto
- 101.9 FM Sacramento, Colonia del Sacramento, Colonia
- 106.3 FM Onda Marina, La Paloma, Rocha
- 106.7 FM Sueños, Fray Bentos, Río Negro
- 107.9 FM Mundo, Salto, Salto